# Марція Джоанна Беннетт
Марція Джоанна Беннетт (англ. Marcia Joanne Bennett; нар. 9 червня 1945, Норвіч, Нью-Йорк), також іноді вказана як М. Дж. Беннетт (англ. M.J. Bennett) — американська письменниця, авторка фентезійних і науково-фантастичних романів.

## Біографія
Народилася в Норвічі, штат Нью-Йорк, в сім'ї Річарда (тесляр) та Рети (уроджена Олбрайт). Після закінчення бізнес-коледжу в Олбані в 1965 році працювала в банківській сфері спочатку секретаркою, а потім касиркою. У 1972 році вона відкрила ремісничу майстерню в Ерлвіллі, штат Нью-Йорк, яка стала її письменницькою студією. Про свою творчість Беннетт зазначає: «Для мене письменництво було природним розвитком з років, коли я була завзятою читачкою. Це, у поєднанні зі схильністю до мрійливості, привело мене до захоплення, яке швидко стало залежністю. Я вирішив писати фентезі та наукову фантастику, тому що вони дають мені свободу, якої я не знаходжу в інших видах літератури».